# Franz Anton von Blanc
Franz Anton Planckh, seit 23. Februar 1765 Franz Anton von Blanc (〰 8. Januar 1734 {Taufdatum} in Waldkirch, Breisgau; † 6. April 1806 in Konstanz) war ein österreichischer Beamter.

## Leben

### Familie
Franz Anton von Blanc war der Sohn von Franz Anton Planckh, Amtmann der Herrschaften Kastelberg und Schwarzenberg sowie Schultheiß von Waldkirch, und dessen Ehefrau Maria Anna (geb. Linder) († 1747).
Er war in erster Ehe seit 1760 mit Marie Elisabeth (geb. Karwinsky) aus Karwin verheiratet. In zweiter Ehe heiratete er 1803 Anna (geb. Volz) aus Heitersheim; diese Ehe blieb kinderlos.

### Werdegang
Franz Anton von Blanc immatrikulierte sich im Wintersemester 1751/1752 zu einem Medizinstudium an der Universität Freiburg.
1755 trat er in das kaiserliche Infanterieregiment Starhemberg ein und wurde 1757 bei der Schlacht bei Kolin schwer verwundet; daraufhin quittierte er seinen Dienst als Hauptmann und wurde Beamter in Prag.
Von Kaiserin Maria Theresia und weiteren Politikern gefördert, wurde er rasch befördert, sodass er 1767 Amtsrat in Schlesien und Mitglied der Urbarialkommission, 1771 böhmischer Gubernialrat und 1773 Hofrat in der Böhmischen Hofkanzlei in Wien wurde; in Verwaltung und Gesetzgebung war er der führende Kopf bei den Agrarreformen. Insbesondere sind die 1771 geschaffenen Robotpatente für Schlesien, die bis 1848 gültig waren, sowie die Patente für Böhmen und Mähren von 1775 im Wesentlichen sein Werk.
Bei den Agrarreformen ging er sowohl vom Naturrecht wie auch von der Staatsräson aus und überwand dabei den herrschenden streng zivilrechtlichen Standpunkt einer bloßen Feststellung und Fixierung der bäuerlichen Lasten; vielmehr setzte sich seine Anschauung durch, dass zum Schutze der Existenz der Bauern die ein bestimmtes Maximum übersteigenden Lasten von Staatswegen zu reduzieren seien. Dazu bemühte er sich um die Förderung der öffentlichen Bildung.
Durch den passiven und aktiven Widerstand seiner Gegner gereizt, setzte er sich für die gänzliche Beseitigung der leibeigenschaftlichen Agrarverfassung ein; dies und dass er dazu noch in einen sachlichen und persönlichen Gegensatz zu Joseph II. geriet, führte jedoch 1777 zum Bruch mit der Kaiserin, sodass er in seine Heimat zurückkehrte. In Vorderösterreich setzte er sich als Landvogt von Hohenberg für die Neckarregulierung und die Fronablösungen ein.
1787 war er in Freiburg als Erster Rat bei der Landesstelle, wo er sich als Unterhändler und ideenreicher Reformer bewährte; dies führte jedoch nicht zu der erhofften Präsidentschaft der Freiburger Regierung, die ihm aufgrund seiner Leistungen zugestanden hätte. Er zog sich daraufhin verbittert 1791 als Stadthauptmann nach Konstanz zurück.

## Ehrungen und Auszeichnungen
Am 23. Februar 1765 wurde Franz Anton von Blanc in den Ritterstand erhoben.

## Schriften (Auswahl)
- Darstellung und Beleuchtung der Thatsachen und Gründe, welche mich den kaiserl. königl. wirklichen Hofrath und Stadthauptmann der Stadt Konstanz Franz von Blanc bewogen haben dem Vorsatz zu entsagen, den ich anfänglich gefaßt hatte, den Feind dort abzuwarten, um den Inwohnern derselben auch in dieser kritischen Zeit mit Rath und That beyzustehen: Mit einer kurzen Schilderung des Betragens, welches sich nachher der gröste Theil der dortigen Bürgerschaft gegen mich erlaubt hat. 1796.